# Lutherischer Konvent im Rheinland
Der Lutherischer Konvent im Rheinland (kurz Lutherkonvent) ist ein Zusammenschluss lutherischer Christen in der unierten Evangelischen Kirche im Rheinland. Der Konvent entstand 1936 während des Kirchenkampfes als Arbeitsgemeinschaft lutherischer Pastoren im Rheinland und ist heute Mitglied der Lutherischen Arbeitsgemeinschaft.
Basis des Konventes sind die Bibel, die als bindendes Wort Gottes verstanden wird, und die Bekenntnisse der lutherischen Reformation. Der Lutherische Konvent strebt die Stärkung des lutherischen Bekenntnisses innerhalb der Evangelischen Kirche im Rheinland an. Einen weiteren Schwerpunkt stellt die theologische Arbeit im Rahmen der lutherischen Tradition, insbesondere die Fruchtbarmachung der Theologie Martin Luthers für die heutige Zeit, dar. An aktuellen Diskussionen innerhalb der Theologie und der Kirche beteiligt sich der Lutherkonvent intensiv. Eine liberale, dem Zeitgeist angepasste Theologie, wird abgelehnt, vielmehr stellt der Konvent die Verbindlichkeit der Heiligen Schrift für das Handeln und Reden der Kirche heraus. So machte der Konvent seine Bedenken gegen die Handreichung Beim Wort genommen geltend. Diese Handreichung der Evangelischen Kirche im Rheinland strebte eine „geschlechtergerechte Liturgie“ im Gottesdienst an. Diese Handreichung verwarf der Lutherkonvent als häretisch.
Der Konvent hat rund 60 Mitglieder. Vorsitzender ist seit 2010 Pfarrer i. R. Winfrid Krause aus Buggingen.
Der Lutherische Konvent im Rheinland gibt die theologische Zeitschrift Lutherische Nachrichten heraus, die 2 bis 3 Mal im Jahr erscheint.

## Bekannte Mitglieder
- Joachim Beckmann
- Peter Brunner
- Heinrich Schlier
- Ernst Volk